# آلونژن
آلونژن  (به انگلیسی: Alunogen) با فرمول شیمیایی Al2 [SO4]3. 18H2O از مجموعه کانی هاست و درآب حل می‌شود. دارای مزه تند و زننده‌است و با الکل تمیز می‌گردد. کانی مشابه آن آلونیت است که درآب و اسید کلریدریک نامحلول است. از کلمات لاتین alumen به معنای آلون alun و genos به مفهوم منشأ گرفته شده‌است. درآب حل می‌شود. دارای مزه تند و زننده‌است و با الکل تمیز می‌گردد. Al2O۳:۱۴٫۹۰٪  S۰۳:۳۵٫۰۹٪  H2O:۵۰٫۰۱٪  برای اولین بار در چک اسلواکی کشف شد و از نظر شکل بلور: پهن و کوتاه - منشوری، رنگ: بیرنگ - سفید متمایل به زرد تا قرمز رنگ، شفافیت: شفاف، جلا: شیشه‌ای - ابریشمی - صدفی، رخ: کامل - مطابق باسطح، سیستم تبلور: تری کلینیک و در رده‌بندی سولفات است  و منشأ تشکیل آن ثانوی است.
همایند کانی‌شناسی (پارانژ) آن آلونیت- هالوتریشیت- فیبروفریت و سایر سولفاتها است
، از نظر ژیزمان تجمع رشته‌ای - ورقه‌ای ریز - قشری - بلوری - شوره‌ای - پودر تقریباْ کمیاب است و بیشتر در آلمان غربی، چک اسلواکی، آمریکا و مکزیک یافت می‌شود.

## منبع
- پردیس کشاورزی ایران